# Bàn Môn Điếm

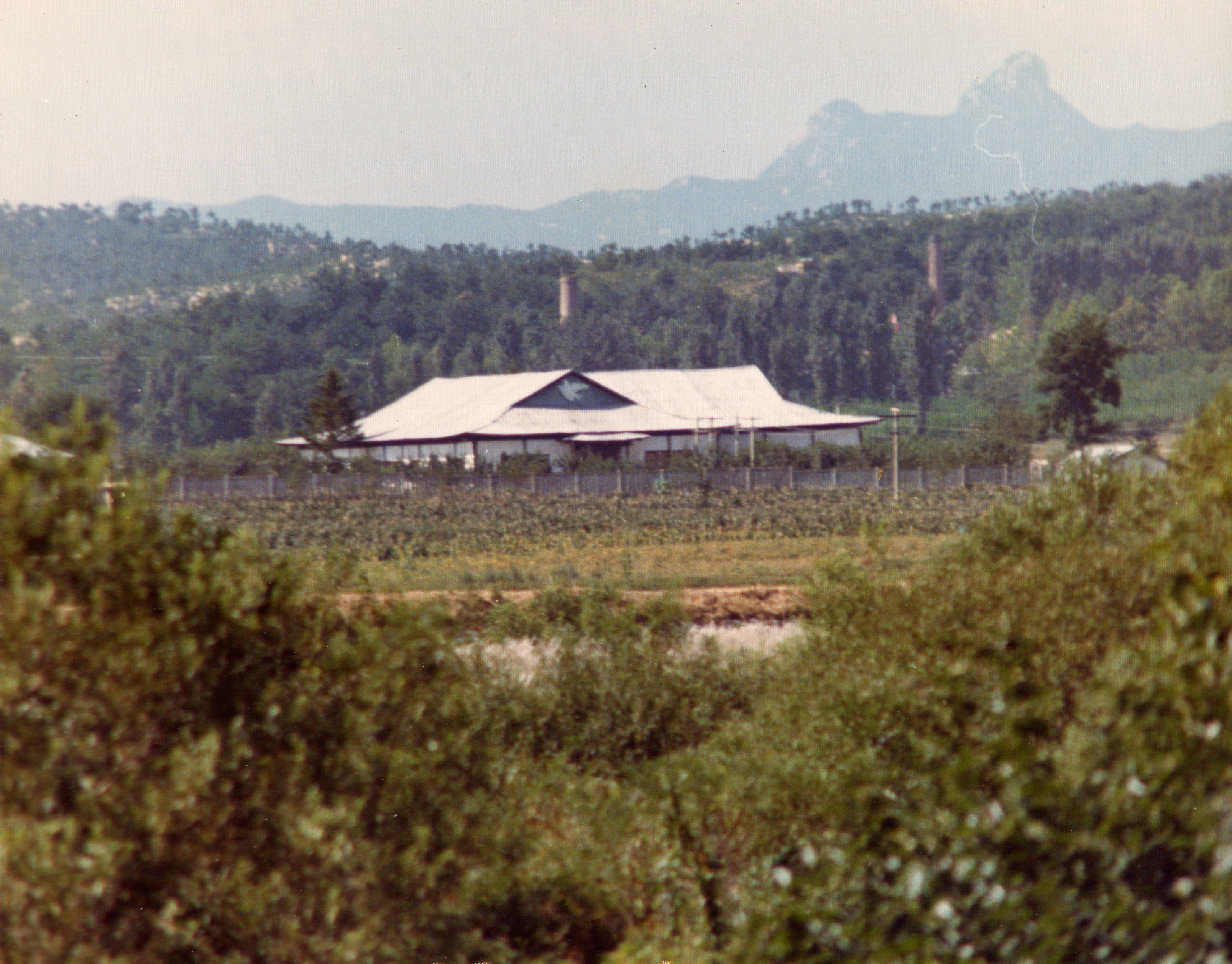
Tòa nhà ký kết hiệp định đình chiến ban đầu, Bảo tàng Hòa bình Bắc Triều Tiên (1976)

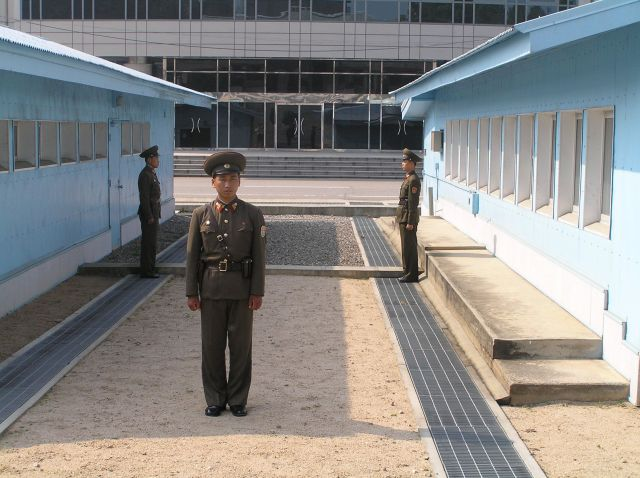
Bàn Môn Điếm, Khu vực An ninh chung tại DMZ, nhìn từ phía Bắc...

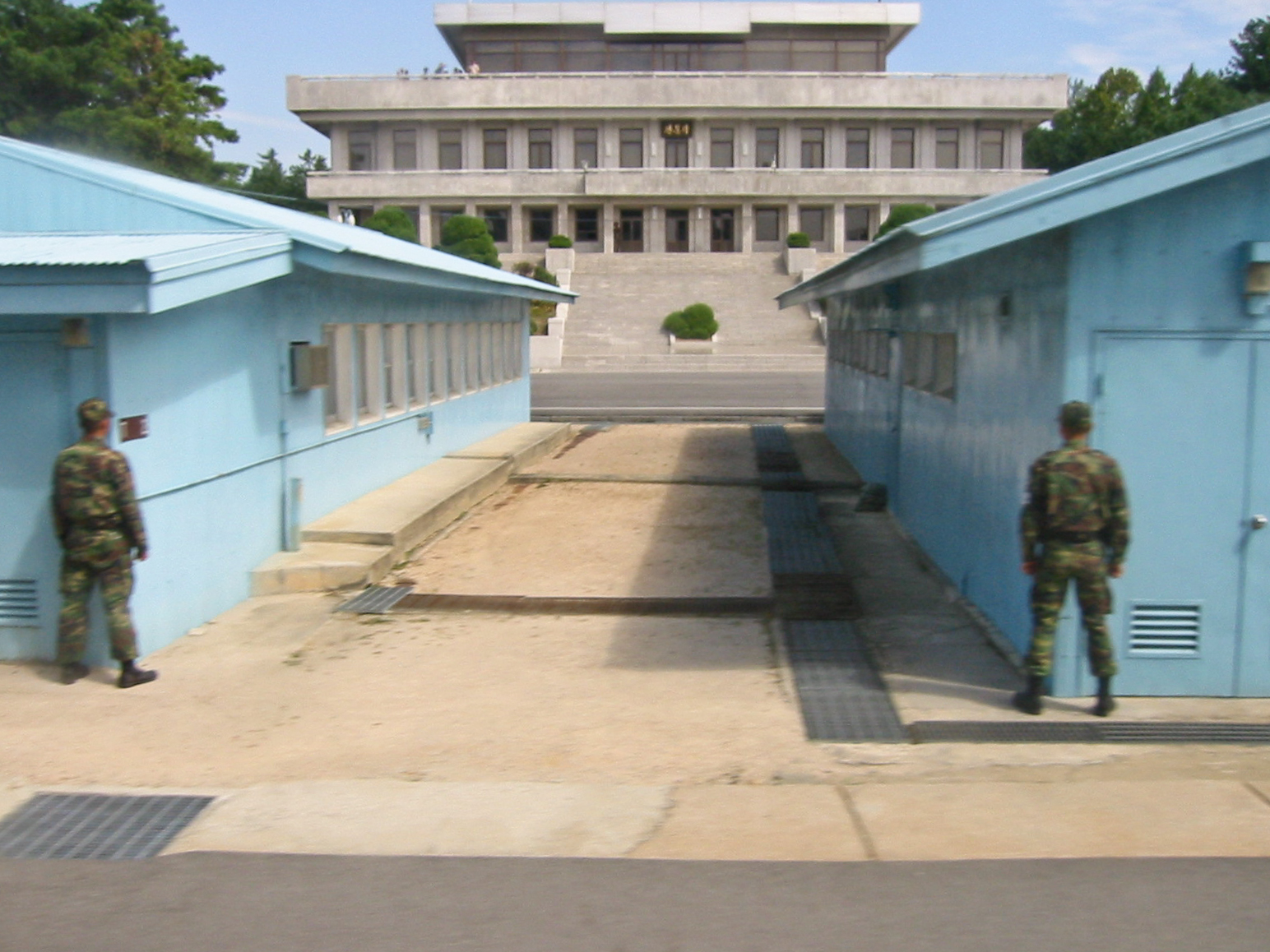
...và từ phía Nam.

Bàn Môn Điếm (tiếng Hàn: 판문점; Hanja: 板門店, Panmunjeom) là một ngôi làng nằm giữa tỉnh Gyeonggi thuộc Hàn Quốc và tỉnh Hwanghae Bắc thuộc Cộng hòa Dân chủ Nhân dân Triều Tiên, là giới tuyến phân cách Triều Tiên và Hàn Quốc. Tại đây, vào năm 1953, Hiệp định Ngừng bắn của Chiến tranh Triều Tiên được ký kết. Tòa nhà nơi Hiệp định được ký kết vẫn còn tồn tại đến ngày nay, mặc dù nó nằm ở phía bắc giới tuyến, nằm giữa Khu phi quân sự Triều Tiên (DMZ).
Bàn Môn Điếm thường được dùng để chỉ Khu vực An ninh Chung gần đó, nơi các cuộc gặp giữa hai miền Triều Tiên vẫn thường diễn ra. Ngoài ra, tòa nhà này còn được xem là một trong những di tích cuối cùng của Chiến tranh lạnh.

## Vị trí
Địa điểm của ngôi làng cũ cách 53 km về phía tây bắc của Seoul và 10 km về phía đông Kaesong. Ngôi làng, một cụm nhỏ có ít hơn mười ngôi nhà, nằm ở phía nam của đường Kaesong-Seoul ở bờ tây của sông Sa'cheon. Các cuộc họp của Ủy ban Quân sự đình chiến diễn ra trong ở một số nơi được tổ chức ở phía bắc.
Mười tám bản của Vùng I và II của khu đình chiến được ký bởi các đại biểu cấp cao của mỗi bên trong một tòa nhà được xây dựng bởi cả hai bên trong khoảng thời gian 48 giờ. (CHDCND Triều Tiên cung cấp lao động và một số vật tư, trong khi Bộ Tư lệnh Liên Hợp Quốc cung cấp một số vật tư, máy phát điện và ánh sáng để cho phép công việc tiếp tục vào ban đêm.)
Sau chiến tranh, tất cả dân thường được cho di dời khỏi Khu phi quân sự Triều Tiên (DMZ), ngoại trừ hai ngôi làng gần JSA ở hai phía đối diện của Đường phân giới quân sự. Sau đó, ngôi làng trống của Panmunjeom rơi vào tình trạng hỗn loạn và cuối cùng biến mất. Không có bằng chứng về nó ngày hôm nay. Tuy nhiên, tòa nhà được xây dựng để ký kết hiệp định đình chiến kể từ đó đã được Triều Tiên đổi tên thành Bảo tàng Hòa bình.

## Đàm phán ngừng bắn và vấn đề nạn nhân tù chiến tranh (POWs)
Các lực lượng Liên Hợp Quốc đã gặp các quan chức CHDCND Triều Tiên và Trung Quốc tại Panmunjeom từ năm 1951 đến năm 1953 cho các cuộc đàm phán ngừng bắn. Cuộc đàm phán kéo dài trong nhiều tháng. Điểm tranh luận chính trong các cuộc đàm phán là câu hỏi xung quanh các tù nhân chiến tranh. Hơn nữa, Hàn Quốc đã kiên quyết trong nhu cầu của mình cho một nhà nước thống nhất. Vào ngày 8 tháng 6 năm 1953, một thỏa thuận với vấn đề POW đã đạt được.
Những tù nhân từ chối trở về nước họ được phép sống dưới một ủy ban giám sát trung lập trong ba tháng. Vào cuối giai đoạn này, những người vẫn từ chối hồi hương sẽ được thả ra. Trong số những người từ chối hồi hương có 22 tù binh người Mỹ và người Anh.
Một thỏa thuận đình chiến cuối cùng đã đạt được vào ngày 27 tháng 7 năm 1953. Bộ Tư lệnh Liên Hợp Quốc, Quân đội Giải phóng Nhân dân Trung Quốc và Quân đội Nhân dân Triều Tiên đã đồng ý một cuộc đình chiến chấm dứt cuộc chiến. Thỏa thuận này đã thiết lập một khu phi quân sự rộng 4 km dọc theo đường ranh giới đình chiến, phân chia bán đảo Triều Tiên thành hai quốc gia riêng biệt. Mặc dù hầu hết quân đội và tất cả vũ khí hạng nặng đã được loại bỏ khỏi khu vực, nó đã được trang bị rất nhiều bởi cả hai bên kể từ khi kết thúc chiến đấu trong bí mật.